# Romanica Cracoviensia
Romanica Cracoviensia – rocznik poświęcony językom i literaturom romańskim. Zainicjowany w 2000 roku z inicjatywy prof. Marceli Świątkowskiej, która objęła funkcję redaktora naczelnego.
Z początku autorami byli w większości wykładowcy i doktoranci Instytutu Filologii Romańskiej Uniwersytetu Jagiellońskiego w Krakowie, obecnie artykuły piszą również naukowcy z innych uniwersytetów polskich i zagranicznych.